# 福托華體育會
福托華體育會（阿拉伯語：نادي الفتوة الرياضي）是一支位於敘利亞代尔祖尔的職業足球俱樂部，現時參加敘利亞足球超級聯賽。
福托華體育會1930年以Ghazi Club的名義成立，並於1950年改名至今。福托華在1980年代在敘利亞超級聯賽取得壟斷地位，並創下了連續九次進入敘利亞盃決賽的紀錄，其中贏得其中的四次。他們在1990年和1991年兩次實現聯賽冠軍和盃賽冠軍的"雙冠王"。此外，該俱樂部還贏得一次僅舉辦一次的敘利亞-黎巴嫩超級盃冠軍。
在2022-23賽季，他們在32年後贏得第三個聯賽冠軍，並首次晉級到2023–24年亞洲足協盃。2023年10月2日，福托華體育會迎戰黎巴嫩球隊阿爾阿赫德並以1-0的比分取得他們在亞洲足協盃的首場勝利。在2023-24賽季，福托華實現第三次國內雙冠王成就。

## 榮譽
- 敘利亞足球超級聯賽

 冠軍： (4) 1990, 1991, 2022–23, 2023–24
- 敘利亞盃:

 冠軍： (5) 1988, 1989, 1990, 1991, 2024
- 敘利亞-黎巴嫩超級盃

 冠軍： (1) 1991

## 亞洲賽成績
| 賽季      | 賽事           | 階段   | 俱樂部         | 主場 | 客場 | 總比分 |
| --------- | -------------- | ------ | -------------- | ---- | ---- | ------ |
| 1988–89年 | 亚足联冠军联赛 | 外圍賽 | 艾拉舒特       | 0–3  | 0–3  | 3rd    |
| 1988–89年 | 亚足联冠军联赛 | 外圍賽 | 艾萨德         | 1–4  | 1–4  | 3rd    |
| 1988–89年 | 亚足联冠军联赛 | 外圍賽 | 安薩爾         | 1–0  | 1–0  | 3rd    |
| 2023–24年 | 亞洲足協盃     | 分組賽 | 查巴爾艾穆卡巴 | –    | 0–1  | 3rd    |
| 2023–24年 | 亞洲足協盃     | 分組賽 | 阿爾阿赫德     | 1–0  | 1–2  | 3rd    |
| 2023–24年 | 亞洲足協盃     | 分組賽 | 阿爾拿達       | 0–1  | 1–2  | 3rd    |

1. 1 2  查巴爾艾穆卡巴在比賽期間退出。